# Gabriele Galantara
Gabriele Galantara, né le 18 octobre 1865 à Montelupone et mort le 10 janvier 1937 à Rome, est un artiste peintre, journaliste, dessinateur, illustrateur et caricaturiste anticlérical italien, parmi les plus importants de la Belle Époque.

## Biographie

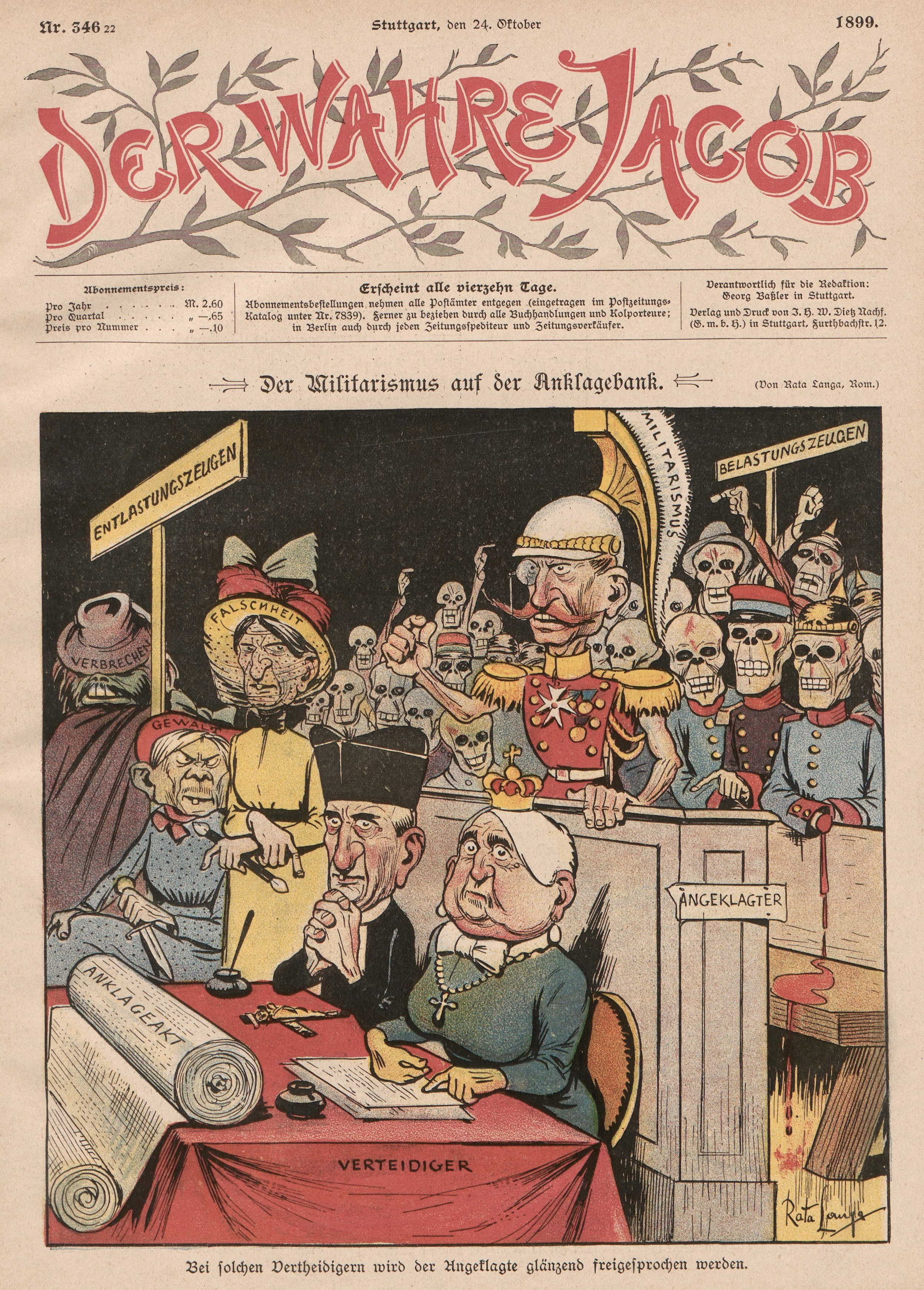
Caricature antimilitariste et anticléricale signée Rata Langa (Der Wahrer Jacob, n° 346, 1899).

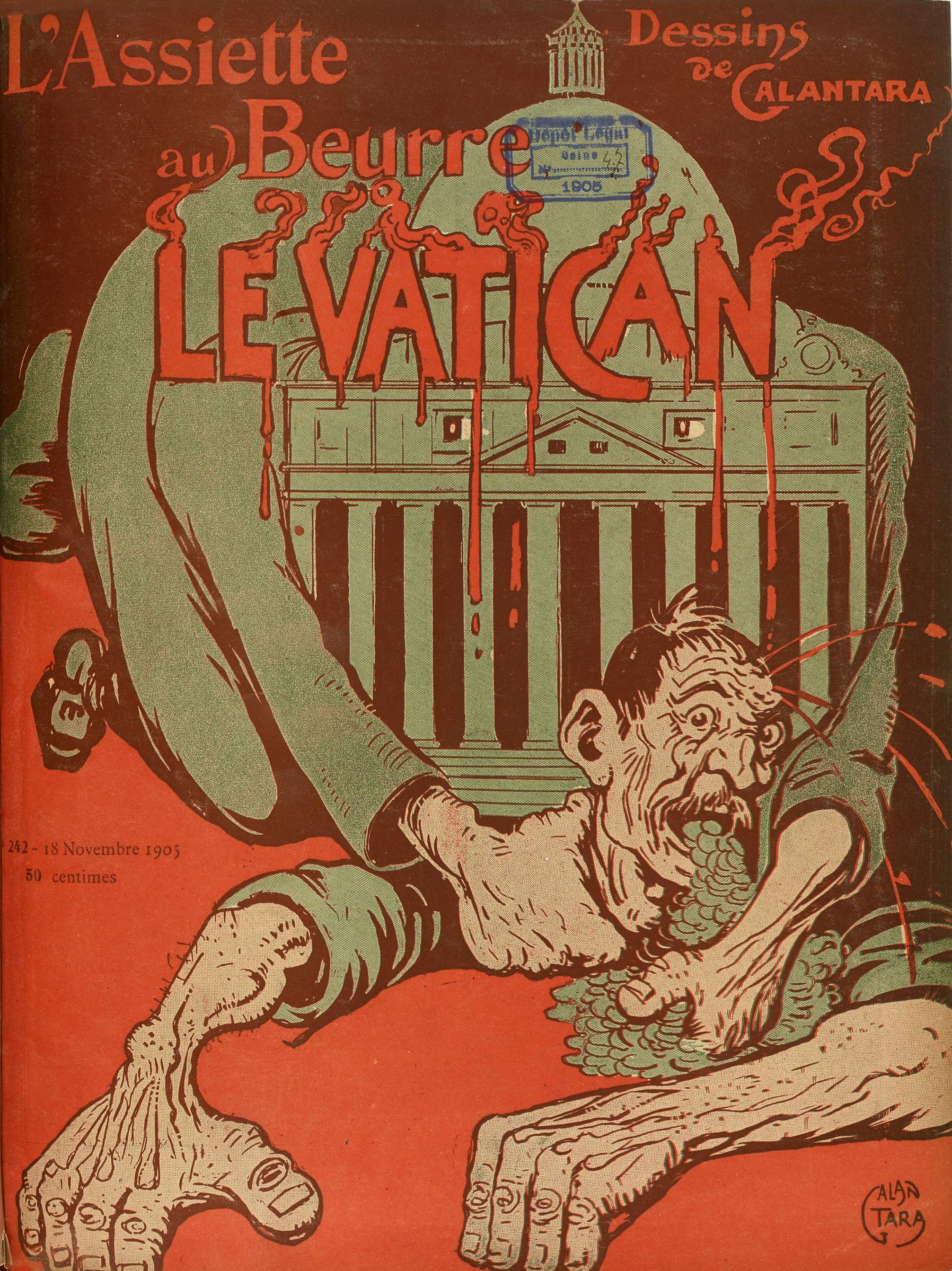
La une de L'Assiette au beurre, un numéro consacré au « Vatican » (1905).

Fils de Giulia Terenzi et de Giovanni Galantara, famille issue de la petite noblesse de la province de Macerata, Gabriele se révèle à partir de 1874 particulièrement doué pour le dessin. Encouragé par son père, peintre amateur, celui-ci meurt en 1884, contraignant le jeune-homme à s'inscrire à l'université de Bologne dans une filière scientifique.
À Bologne, il fréquente le milieu intellectuel et se prend de passion pour le journalisme et le dessin satirique. En 1886, il choisit le nom de plume « Blitz » pour signer ses premiers dessins dans le supplément dominical humoristique Ehi ch’al scusa fondé par Alfredo Testoni (1856-1931). En 1887, il fréquente les ateliers de l'Académie des beaux-arts de Bologne où il fonde l'année suivante avec son ami Guido Podrecca (1865-1923), Bononia Ridet, un périodique illustré de leurs caricatures qui visent les institutions cléricales et dénoncent la corruption. Galantara livre aussi des dessins à La Rana (La grenouille), un autre périodique satirique. En mai 1891, le tirage du Bononia a tellement augmenté qu'il est à l'origine de manifestations étudiantes dans la ville où s'expriment des sentiments républicains. Podrecca et Galantata sont arrêtés et emprisonnés pour incitation à la grève puis relâchés, faute de preuves ; cependant, ils sont expulsés de l'université bolonaise.
En 1892, le duo d'amis désormais réputés, est invité à Rome par Luigi Arnaldo Vassallo (dit « Gandolin », 1852-1906) le directeur du quotidien Il Torneo (Le tournoi). En novembre, le duo se sent suffisamment fort pour lancer un nouvel hebdomadaire illustré, L'Asino (L'âne), pétris d'idées socialistes, anarchistes et républicaines : dirigé par Podrecca, les caricatures sont toutes exécutées par Galantara sous divers pseudonymes dont « Rata Langa » et « A.A. Lagrant » (deux anagrammes de son nom) ou « Blitz » et « Grottesco ». Le magazine trouve rapidement 20 000 lecteurs, et dénonce divers scandales fin-de-siècle italiens comme celui de la Banca Romana impliquant des politiciens comme Giovanni Giolitti, Francesco Crispi, Antonio di Rudinì, Luigi Pelloux.
En 1896, le Parti socialiste italien fonde Avanti!, un journal dans lequel Galantara livre régulièrement une bande-dessinée. La répression frappe en 1898, Galantara est de nouveau arrêté, et il choisit de voyager en Europe pour échapper à la censure. En Allemagne, il collabore sous le nom de Rata Langa au journal socialiste satirique illustré Der Wahrer Jacob tout en étant proche de Thomas Theodor Heine, puis il est à Paris où il contribue à L'Assiette au beurre dans un numéro sur « le Vatican » (18 novembre 1905) qui fit scandale, suivi par trois nouveaux numéros entièrement illustrés par ses soins intitulés « Vive la Russie ! » et « Chronique russe » (1906) puis « La paix à La Haye » (1907). En 1909, il expose au Salon des humoristes et au Salon d'automne.
En 1911, Galantara et Podrecca s'éloignent sur le plan politique : ce dernier a été élu député et manifeste des sentiments colonialistes lors de la guerre italo-turque.
En 1914, Galantara fait partie des artistes francophiles opposés à la « barbarie teutonne » : bien qu'exclu du Parti socialiste, il réussit malgré tout à publier quelques caricatures interventionnistes, opposées aux Autrichiens, et favorables aux forces de l'Ouest. En juillet 1916, ses dessins sont exposés à la Leicester Galleries de Londres, et d'autres paraissent dans le magazine parisien L'Europe antiprussienne.
L'Asino commence à reparaître régulièrement après la guerre mais se retrouve confronté à la montée en puissance du fascisme, que ne se prive pas de critiquer Galantara. En 1926, il quitte le magazine pour travailler avec Il Becco Giallo (Le bec jaune). En décembre, il est arrêté et envoyé en résidence surveillée, condamné à cinq ans de réclusion, peine bientôt commuée en interdiction d’exercer son métier. Dès lors, Galantara va publier de façon anonyme dans divers journaux illustrés tels Marc'Aurelio.
Il meurt le 10 janvier 1937 âgé de 71 ans, quelques jours à peine après qu'on lui a rendu sa liberté de travail.
Galantara était franc-maçon, appartenant à la loge romaine Propaganda massonica du Grand Orient d'Italie.